# Ingmar Milveden
Ingmar Milveden, född 15 februari 1920 i Göteborg, död 16 september 2007 i Uppsala, var en svensk tonsättare, musikforskare och kyrkomusiker.  

## Biografi
Milveden var son till musikdirektören Werther Carlson och konsertsångerskan Emma, född Christensson. Han gifte sig 1945 med adjunkten, teologie kandidat och filosofie magister Ulla Lindgren, född 1920, dotter till bankdirektören Elias Lindgren och Alma, född Léonarde. 
Milveden genomgick en omfattande utbildning i musikteori, kontrapunkt, komposition, musikhistoria och gregorianik med bland andra Sven E. Svensson och Carl-Allan Moberg som lärare. Studierna förde honom till Frankrike och Schweiz. Som utövande musiker verkade han på 1940-talet som cellist i Akademiska kapellet, Uppsala, och senare under ett decennium som organist i Sankt Pers kyrka, Uppsala. 
Milveden blev filosofie licentiat 1951 och disputerade 1972 för filosofie doktorsgrad med avhandlingen Zu den liturgischen 'Hystorie' in Schweden. Avhandlingen ägnades i huvudsak de fyra hystorior som enligt traditionen har tillskrivits biskopen i Skara 1278-1317 Brynolf Algotsson. En hystoria (tidigare term: rimofficium) utgörs av ett samlat liturgiskt material, avsett för ett helt tidegärdsdygn och utformat i syfte att låta ett särskilt helgon eller någon särskild företeelse lyftas fram som föremål för firning. I avhandlingens huvuddel "Neue Funde zur Brynolphus-Kritik" framlägger Milveden argument för att biskop Brynolf inte kan ha författat någon av hystoriorna till 1) den helige Eskil (Södermanlands skyddshelgon), 2) den saliga Elin från Skövde, 3) jungfru Maria (denna hystoria sjöngs av nunnorna i Vadstena) eller 4) till åminnelse av det tillfälle år 1304 då en tagg från Kristi törnekrona skall ha skänkts till Skara domkyrka av den norske kungen. 
Bland annat påvisar Milveden i hystorietexterna så kallade akrostika, tydande på annan upphovsman än Brynolf. Ett akrostikon består av ett antal inledningsbokstäver från olika verser eller från ord i en vers, vilka bokstäver tillsammans bildar ett ord eller ett namn som kan röja upphovsmannen. Vidare åberopas av Milveden egna källfynd (handskrifter). Olika handskriftsversioners sannolika proveniens analyseras med ledning av strofbyggnad, ordval och läsarter, placering av bibeltexter, antal psalmer, notations- och sångsätt. Ytterligare argument hämtas från användandet av helgondagar för datering av urkunder samt från liturgisk praxis och traditioner i olika stift. Milveden utnyttjar i sin forskning pappers- och vattenmärkeshistoriska rön för datering av dokument liksom röntgenologiska metoder för friläggning av raderad text på palimpsest.
Doktorsavhandlingen renderade Milveden en docentur i musikvetenskap vid Uppsala universitet, där han i perioder tjänstgjorde som tillförordnad professor i musikvetenskap 1979-1986. Till hans vetenskapliga gärning hör ett flertal bidrag till Kulturhistoriskt lexikon för nordisk medeltid.
Vid sidan av sin akademiska tjänst innehade Milveden 1968-87 befattningen som orgelspelare i Sankt Pers kyrka, Uppsala, då en enkel s.k. vandringskyrka i ett miljonprogramsområdet Kvarngärdet i Uppsala domkyrkoförsamling. Han var praktiserande kyrkokristen i den högkyrkliga traditionen och hade under sina studentår varit dirigent för Uppsala kyrkliga frivilligkårs kör. Han var då också vice-dirigent i sångsällskapet Orphei drängar.
Milveden blev ledamot av Kungl. Vetenskapssamhället i Uppsala 1974 och av Musikaliska Akademien 1975. Han var vice ordförande i Föreningen Svenska Tonsättare 1975-1979, ordförande i Upplands musikstiftelse 1976-1979, i Musikaliska konstföreningen 1975-1999 och ledamot av Hymnologiska utskottet av Svenska kyrkans nämnd för gudstjänstliv och evangelisation 1985-1990.

## Verk i urval
Instrumentalmusik
- Serenad för stråkorkester 1942 (framförd av Göteborgs orkesterförening under Issay Dobrowen)
- Pianosonatin 1943
- Klarinettkonsert 1970
- Toccata celebrativa för orgel 1999

Kyrkomusik
- Mässa i skördetid 1969
- Vid en korsväg (kyrkoopera) 1971
- Musica in honorem Sanctae Eugeniae 1982

Körmusik
- Fyra körpartitor över egna koralmelodier 1975
- Pentatyk för blandad kör 1993

Jubileumsmusik
- NU ... Fyra Linnécitat för soloröster, körer och instrumentgrupper 1972 (till Folkliga musikskolans i Ingesund 50-årsjubileum 1973)
- Kantat vid Uppsala universitets 500-årsjubileum 1977

Scenmusik
- Büchners "Woyzeck"
- Brechts "Den kaukasiska kritcirkeln"
- Billingers "Vildnatt".

Milveden har en omfattande produktion av körmadrigaler, motetter, sånger, romanser och kyrkovisor. Han är representerad i Den svenska psalmboken 1986 (ps. 38a, 425, 426a, 487) och i katolska koralboken 1988.

## Diskografi
- Forsberg, Bengt (1995). Solitaires. Acoustica. Libris 11550168
- Ernman Malena, Lundin Bengt-Åke, Persson Olle, Koch Sigurd von, Nordqvist Gustaf, Liljefors Ingmar, Pergament Moses, Uddén Åke, Söderlundh Lille Bror, Milveden Ingmar, Wohlfart Karl, Hallnäs Hilding, red (2000). Svenska romanser Vol. 2 : , Under eviga stjärnor. Musica Sveciae modern classics. Phono Suecia. Libris 11848841
- Milveden I. Toccata celebrativa per organo (1999). Bonds of friendship. Swedish and Danish organ music performed by Claes Holmgren. Organic Recordings. www.organic.se. (C) & (P) Organic Recordings 2001. OR01-2.
- Svensk pianomusik. Vol. 2, Sommarcroquiser. Musica Sveciae modern classics 99-2758014-2 15. Stockholm: STIM/Svensk musik. 2002. Libris 8464515
- Milveden I. Fyra körpartitor (1975). 1. Främmande för alla. 2. Den tunga dagen. 3. Vi skulle inte längta efter ljuset. 4. Ej annat lamm. Arches - Valvbågar. 20th century Swedish and Danish sacred music. Nonetten - the vocal ensemble of the Cathedral of S:ta Maria, Visby, Sweden. Claes Holmgren, conductor. Organic Recordings. www.organic.se. Sankt Hansgade 6 st. tv. 2200 København N, Denmark. (C) & (P) 2003 Organic Recordings. OR03-2.

### Fotnoter
1. 1 2  Musicalics, Musicalics kompositörs-ID: 93365.[källa från Wikidata]
2. ↑  Musicalics, Musicalics kompositörs-ID: 93365, läst: 5 april 2022.[källa från Wikidata]